# Bailleul (Orne)
Pour les articles homonymes, voir Bailleul.
Bailleul est une commune française, située dans le département de l'Orne en région Normandie.

## Géographie

### Situation
La commune se trouve dans l'aire d'attraction d'Argentan, ainsi que dans sa zone d'emploi et dans son bassin de vie.

### Communes limitrophes
Les communes limitrophes sont Brieux, Coulonces, Guêprei, Merri, Montabard, Occagnes, Ommoy, Villedieu-lès-Bailleul et Gouffern en Auge.
| Ommoy, Merri, Brieux | Guêprei           | Coulonces              |
| Montabard            | Bailleul          | Villedieu-lès-Bailleul |
| Occagnes             | Silly-en-Gouffern | Villedieu-lès-Bailleul |

### Géologie et relief
La superficie de la commune est de 16,67 km2 ; son altitude varie de 125  à   237 mètres. 

### Hydrographie

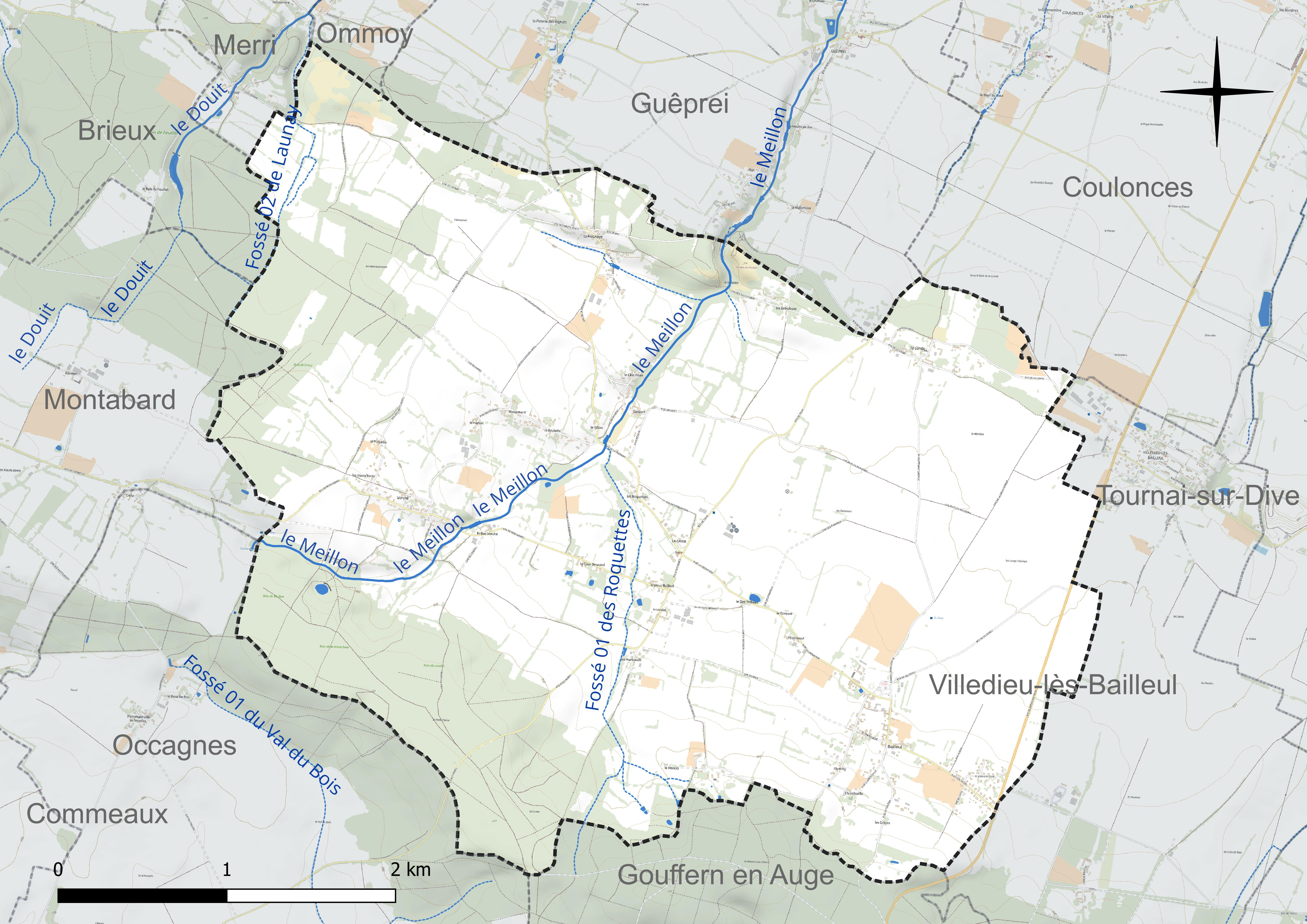
Réseau hydrographique de Bailleul.

La commune est située dans le bassin Seine-Normandie. 
Elle est drainée par le Meillon, le fossé 01 de Fresnaye, le fossé 01 des Roquettes et le fossé 02 de Launay,,.

### Climat
Pour des articles plus généraux, voir Climat de la Normandie et Climat de l'Orne.
En 2010, le climat de la commune est de type climat océanique altéré, selon une étude du CNRS s'appuyant sur une série de données couvrant la période 1971-2000. En 2020, Météo-France publie une typologie des climats de la France métropolitaine dans laquelle la commune est exposée à un climat océanique et est dans la région climatique Normandie (Cotentin, Orne), caractérisée par une pluviométrie relativement élevée (850 mm/a) et un été frais (15,5 °C) et venté. Parallèlement le GIEC normand, un groupe régional d’experts sur le climat, différencie quant à lui, dans une étude de 2020, trois grands types de climats pour la région Normandie, nuancés à une échelle plus fine par les facteurs géographiques locaux. La commune est, selon ce zonage, exposée à un « climat des plateaux abrités », se caractérisant par une pluviométrie et des contraintes thermiques modérées mais aussi, par effet de continentalité, des températures plus contrastées qu'au nord dans la plaine de Caen, avec communément 10 à 15 jours par an de plus de froid en hiver et de chaleur en été.
Pour la période 1971-2000, la température annuelle moyenne est de 10,4 °C, avec une amplitude thermique annuelle de 13,4 °C. Le cumul annuel moyen de précipitations est de 790 mm, avec 11,9 jours de précipitations en janvier et 7,8 jours en juillet. Pour la période 1991-2020, la température moyenne annuelle observée sur la station météorologique la plus proche, située sur la commune d'Argentan à 7 km à vol d'oiseau, est de 11,1 °C et le cumul annuel moyen de précipitations est de 691,9 mm,. Pour l'avenir, les paramètres climatiques de la commune estimés pour 2050 selon différents scénarios d’émission de gaz à effet de serre sont consultables sur un site dédié publié par Météo-France en novembre 2022.

### Milieux naturels et biodiversité

#### Site inscrit
- Site de Vaudobin[15].

## Urbanisme

### Typologie
Au 1er janvier 2024, Bailleul est catégorisée commune rurale à habitat dispersé, selon la nouvelle grille communale de densité à sept niveaux définie par l'Insee en 2022.
Elle est située hors unité urbaine. Par ailleurs la commune fait partie de l'aire d'attraction d'Argentan, dont elle est une commune de la couronne,. Cette aire, qui regroupe 50 communes, est catégorisée dans les aires de moins de 50 000 habitants,.

### Occupation des sols

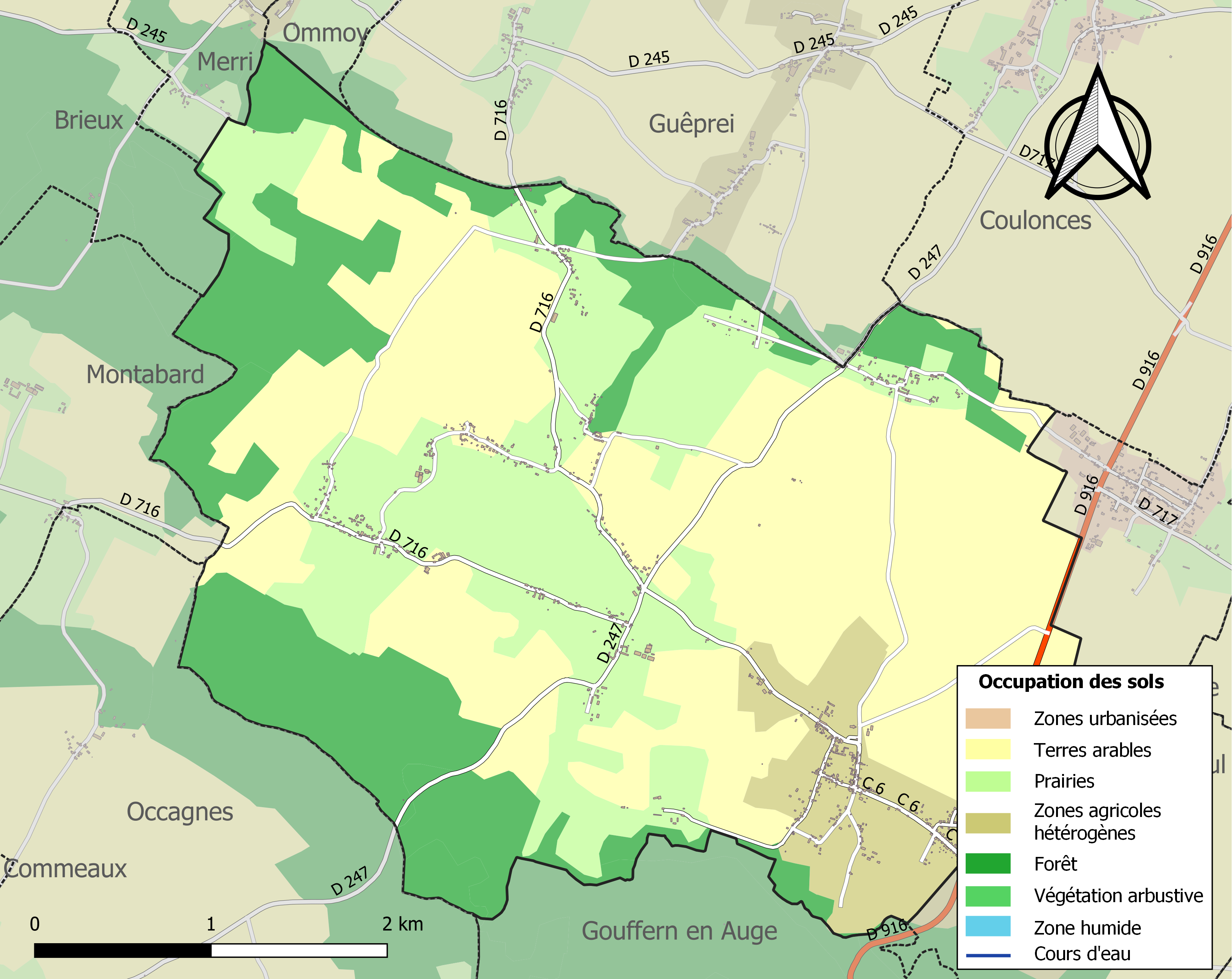
Carte des infrastructures et de l'occupation des sols de la commune en 2018 (CLC).

L'occupation des sols de la commune, telle qu'elle ressort de la base de données européenne d’occupation biophysique des sols Corine Land Cover (CLC), est marquée par l'importance des territoires agricoles (76,8 % en 2018), une proportion identique à celle de 1990 (76,8 %). 
La répartition détaillée en 2018 est la suivante : terres arables (44,8 %), prairies (24,8 %), forêts (23,2 %), zones agricoles hétérogènes (7,2 %). 
L'évolution de l’occupation des sols de la commune et de ses infrastructures peut être observée sur les différentes représentations cartographiques du territoire : la carte de Cassini (XVIIIe siècle), la carte d'état-major (1820-1866) et les cartes ou photos aériennes de l'IGN pour la période actuelle (1950 à aujourd'hui).

### Habitat et logement
En 2021, le nombre total de logements dans la commune était de 312, alors qu'il était de 308 en 2016 et de 294 en 2011. 
Parmi ces logements, 85,3 % étaient des résidences principales, 8,7 % des résidences secondaires et 6,1 % des logements vacants. Ces logements étaient pour 99,7 % d'entre eux des maisons individuelles et pour 0 % des appartements. 
Le tableau ci-dessous présente la typologie des logements à Bailleul en 2021 en comparaison avec celle de l'Orne et de la France entière. Une caractéristique marquante du parc de logements est ainsi la faible proportion des résidences secondaires et logements occasionnels (8,7 %) par rapport au département (10,6 %) et à la France entière (9,7 %). 
| Typologie                                               | Bailleul | Orne | France entière |
| ------------------------------------------------------- | -------- | ---- | -------------- |
| Résidences principales (en %)                           | 85,3     | 78,5 | 82,2           |
| Résidences secondaires et logements occasionnels (en %) | 8,7      | 10,6 | 9,7            |
| Logements vacants (en %)                                | 6,1      | 10,8 | 8,1            |

## Toponymie
Le nom de la localité est attesté sous la forme Baillol en 1143. Le toponyme peut être issu du bas latin balliolum, « enclos, enceinte », ou de l'anthroponyme latin Ballius.

## Histoire
Le château de Moncel (XVIIIe siècle), détruit vers 1950, n'est plus connu que par des photographies. Il comportait une chapelle funéraire, où le maréchal Lebœuf, ministre de Napoléon III, est inhumé en 1888.

## Politique et administration

### Rattachements administratifs et électoraux

#### Rattachements administratifs
La commune se trouve dans l'arrondissement d'Argentan du département de l'Orne.  
Elle faisait partie depuis 1793 du canton de Trun. Dans le cadre du redécoupage cantonal de 2014 en France, cette circonscription administrative territoriale a disparu, et le canton n'est plus qu'une circonscription électorale.

#### Rattachements électoraux
Pour les élections départementales, la commune fait partie depuis 2014 du canton d'Argentan-2.
Pour l'élection des députés, elle fait partie de la troisième circonscription de l'Orne.

### Intercommunalité
Bailleul était membre de la communauté de communes du Pays d'Argentan, un établissement public de coopération intercommunale (EPCI) à fiscalité propre créé en 2001 et auquel la commune avait transféré un certain nombre de ses compétences, dans les conditions déterminées par le code général des collectivités territoriales. Il succédait au district du Pays d’Argentan, créé en 1994 et auquel Bailleul avait adhéré en 1998.
Conformément aux prescriptions de la loi de réforme des collectivités territoriales du 16 décembre 2010, qui a prévu le renforcement et la simplification des intercommunalités et la constitution de structures intercommunales de grande taille, le Pays d'Argentan a fusionné avec deux de ses voisines  pour former, le 1er janvier 2014, la communauté  de communes dénommée Terres d'Argentan Interco, dont est désormais membre la commune.

### Administration municipale
Compte tenu de la population de la commune, son conseil municipal est composé de quinze membres dont le maire et ses adjoints.

### Liste des maires
| Période                                  | Période   | Identité          | Étiquette | Qualité                                                     |
| ---------------------------------------- | --------- | ----------------- | --------- | ----------------------------------------------------------- |
| Les données manquantes sont à compléter. |           |                   |           |                                                             |
|                                          |           |                   |           |                                                             |
| mars 1983                                | mars 2001 | M. Claude Saffrey |           | Agriculteur Officier du Mérite agricole                     |
| mars 2001                                | mai 2020  | Rémy Picard       |           | Agent général d'assurances                                  |
| mai 2020,                                | juin 2025 | Éric Noss         |           | Retraité de l’administration pénitentiaire Mort en fonction |

## Équipements et services publics

### Eau et déchets
Depuis le 1er janvier 2025, l'adduction en eau potable ainsi que la collecte et le traitement des eaux usées de 36 communes, dont Bailleul, sont assurées par le syndicat d’eau potable de Terres d’Argentan, constitué par la fusion de quatre anciens syndicats d'eau
Conformément au zonage d’assainissement approuvé en 2008 par la commune de Bailleul, une partie des constructions de son territoire doivent être équipées d'un système d'assainissement individuel. 
Toutefois, le bourg Saint-Martin a été classé en zone d’assainissement collectif et la communauté de communes a réalisé en 2020/2021 une station d'épuration de type lits plantés de roseaux avec lagune de finition et noues d’infiltrations, permettant le traitement des effluents de 127 logements,.

## Population et société
Les habitants sont les Bailleulais et les Bailleulaises.

### Démographie
L'évolution du nombre d'habitants est connue à travers les recensements de la population effectués dans la commune depuis 1793. Pour les communes de moins de 10 000 habitants, une enquête de recensement portant sur toute la population est réalisée tous les cinq ans, les populations de référence des années intermédiaires étant quant à elles estimées par interpolation ou extrapolation. Pour la commune, le premier recensement exhaustif entrant dans le cadre du nouveau dispositif a été réalisé en 2005.

En 2022, la commune comptait 608 habitants, en stagnation par rapport à 2016 (Orne : −3,21 %, France hors Mayotte : +2,11 %).
| 1793 | 1800 | 1806 | 1821 | 1836 | 1841 | 1846 | 1851 | 1856 |
| ---- | ---- | ---- | ---- | ---- | ---- | ---- | ---- | ---- |
| 889  | 946  | 965  | 925  | 959  | 980  | 918  | 869  | 817  |

| 1861 | 1866 | 1872 | 1876 | 1881 | 1886 | 1891 | 1896 | 1901 |
| ---- | ---- | ---- | ---- | ---- | ---- | ---- | ---- | ---- |
| 774  | 784  | 755  | 751  | 742  | 717  | 658  | 559  | 547  |

| 1906 | 1911 | 1921 | 1926 | 1931 | 1936 | 1946 | 1954 | 1962 |
| ---- | ---- | ---- | ---- | ---- | ---- | ---- | ---- | ---- |
| 547  | 520  | 504  | 434  | 410  | 400  | 450  | 448  | 425  |

| 1968 | 1975 | 1982 | 1990 | 1999 | 2005 | 2006 | 2010 | 2015 |
| ---- | ---- | ---- | ---- | ---- | ---- | ---- | ---- | ---- |
| 430  | 523  | 518  | 558  | 603  | 611  | 617  | 619  | 615  |

| 2020 | 2022 | - | - | - | - | - | - | - |
| ---- | ---- | - | - | - | - | - | - | - |
| 612  | 608  | - | - | - | - | - | - | - |

Bailleul a compté jusqu'à 980 habitants en 1841.

### Cultes
Les fidèles catholiques sont regroupés au sein de la paroisse Saint-Maximilien Kolbe de Trun

## Culture locale et patrimoine

### Lieux et monuments
- Motte castrale faisant l'objet d'une inscription au titre des Monuments historiques depuis le 27 septembre 1989[38].
- Église Saint-Martin, du XVIe siècle[39]. Elle abrite un tableau du XVIIe siècle (L'Extase de saint François d'Assise) classé à titre d'objet[40].
- Manoir du Londel, du XVIIe siècle, chapelle du XIXe siècle[41].

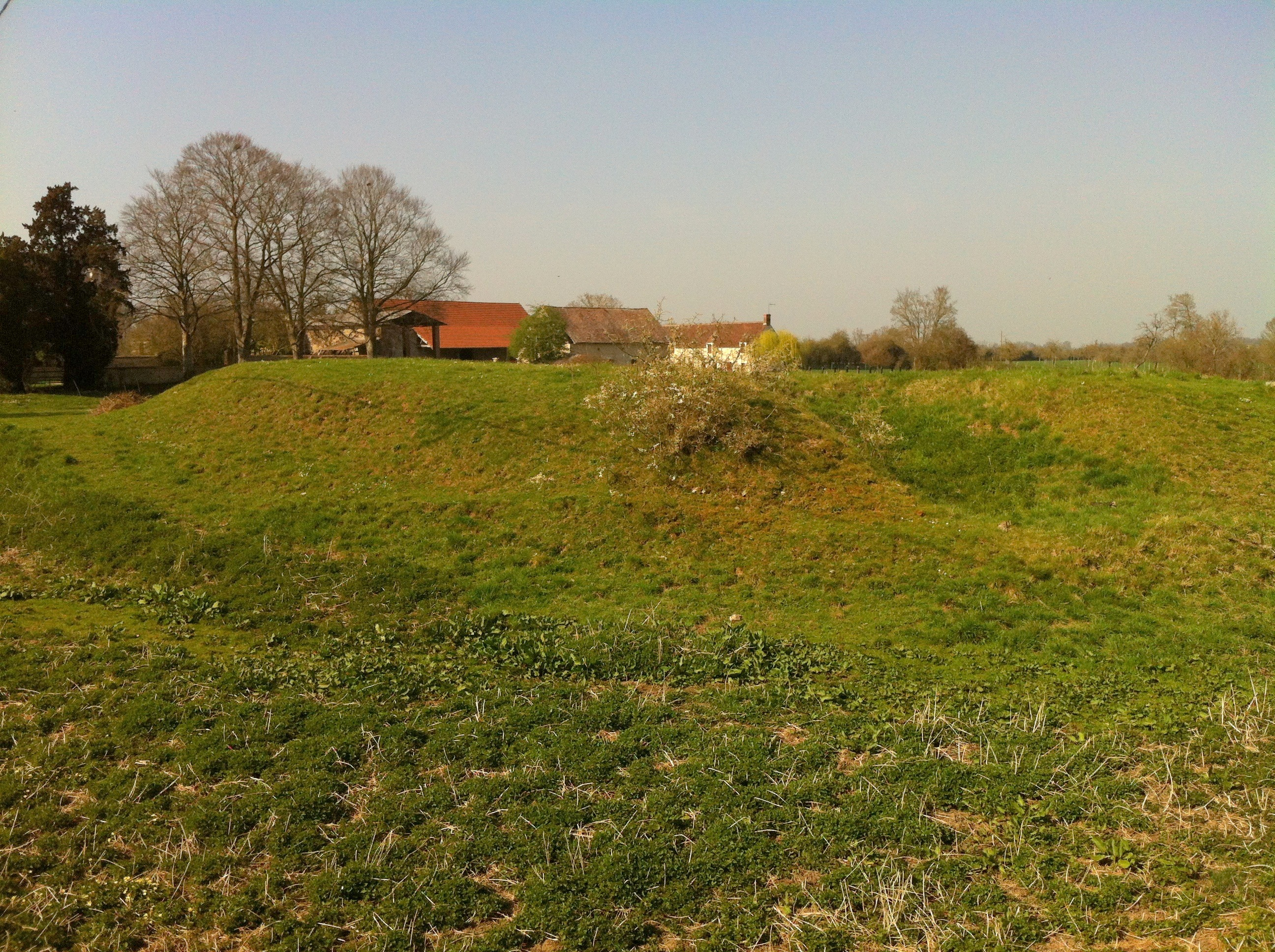
La motte castrale.
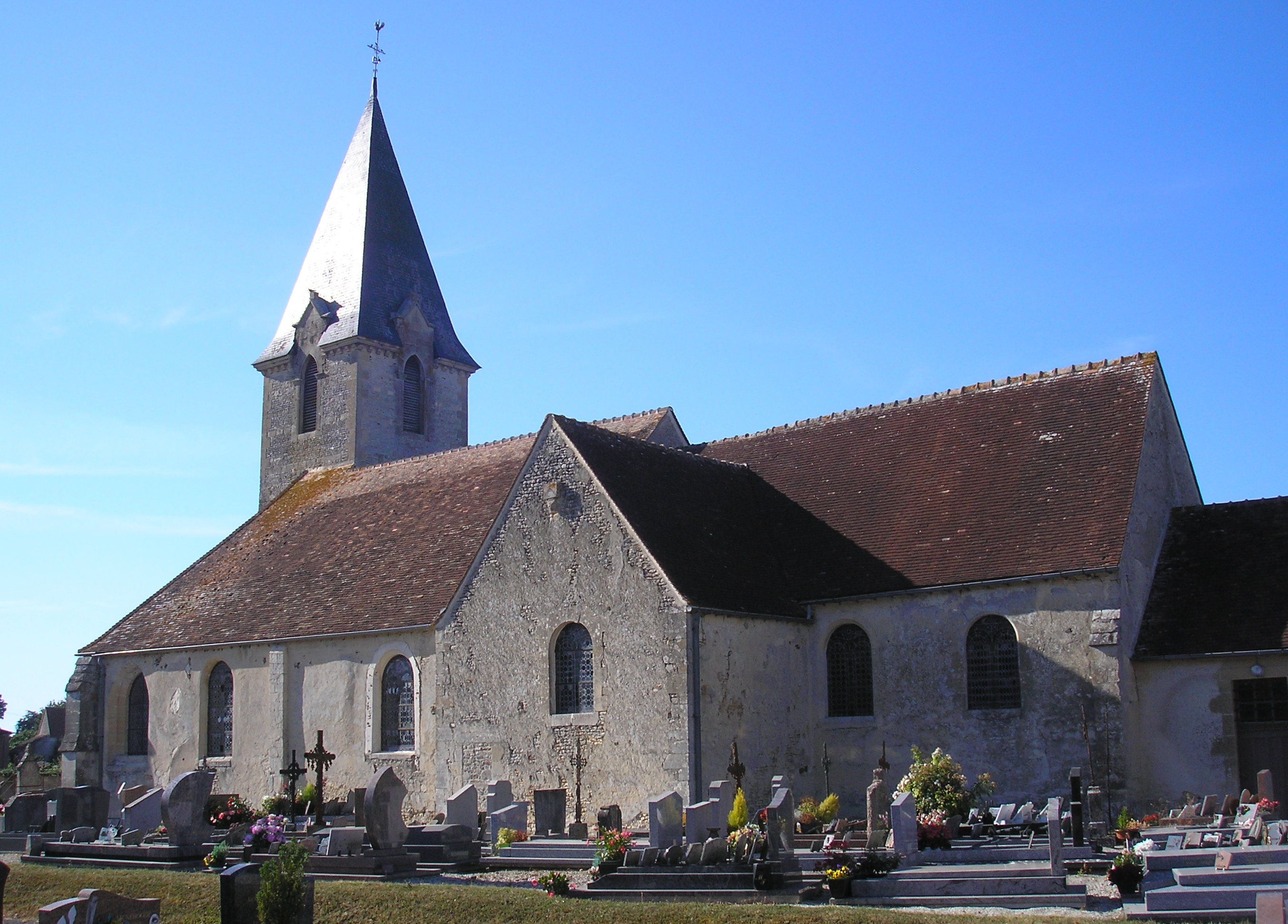
L'église Saint-Martin.
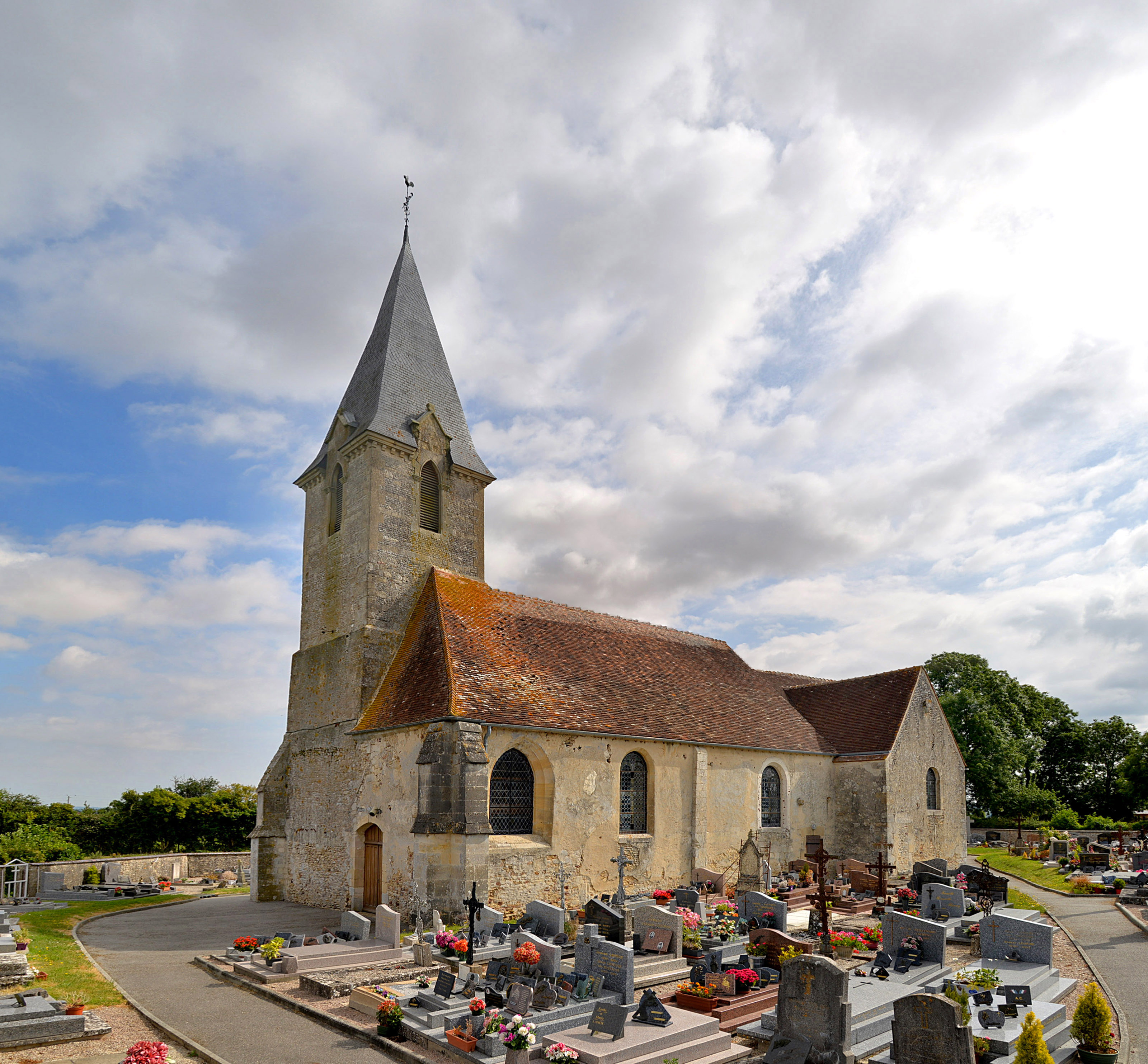
L’église Saint-Martin. Vue Sud-Ouest.
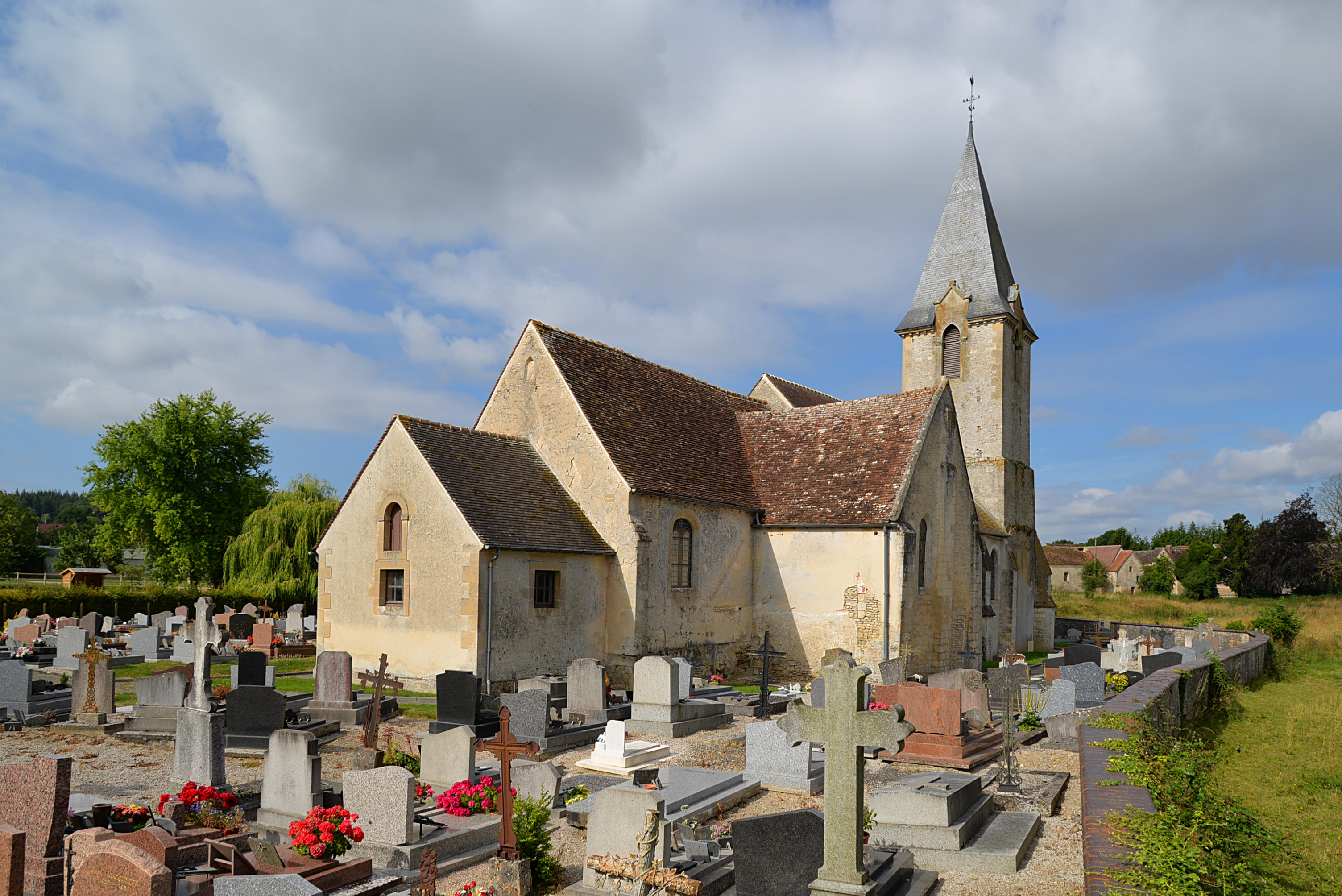
L’église Saint-Martin. Vue Nord-Est.
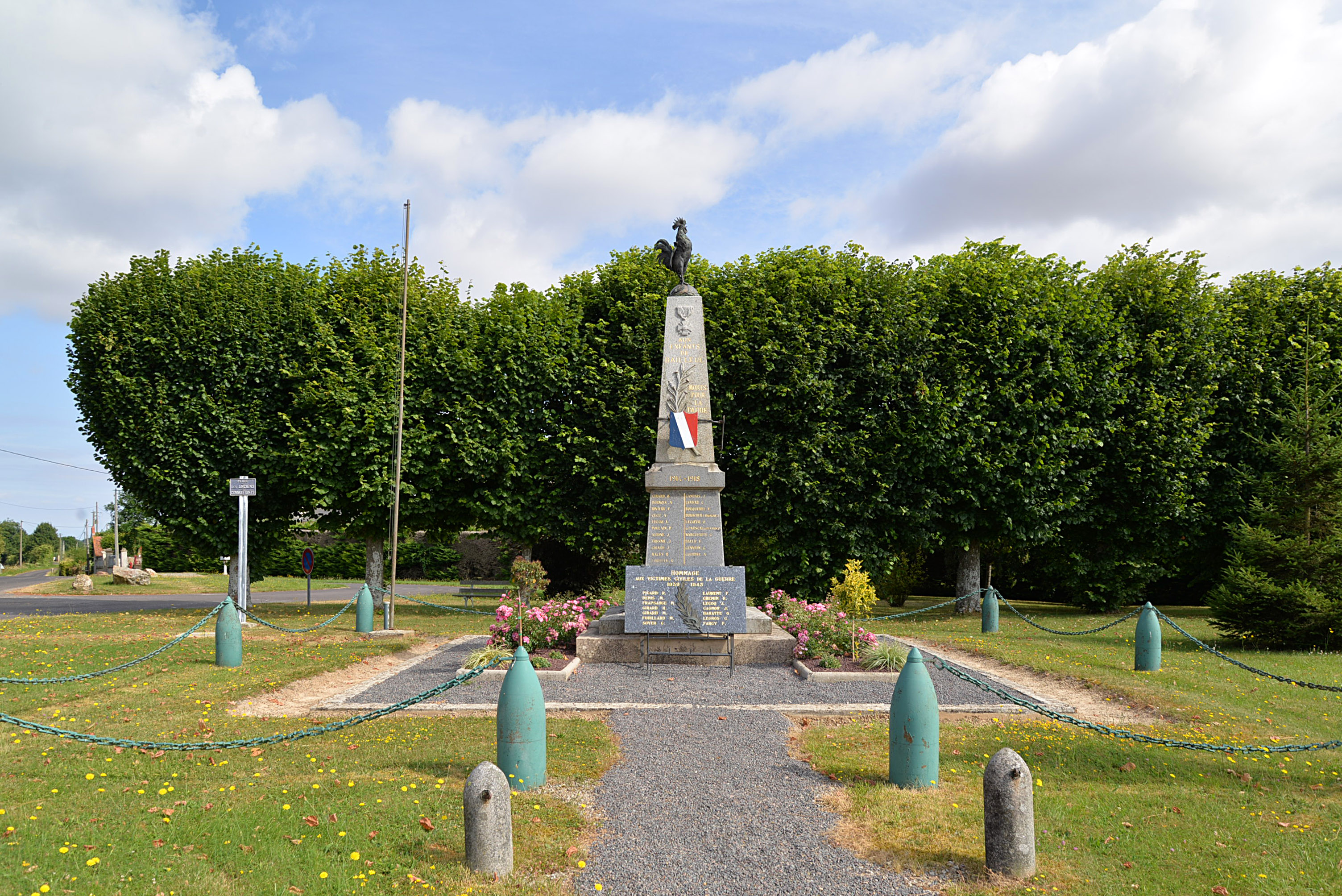
Le monument aux morts.

## Personnalités liées à la commune
- Damien Orphée Le Grand de Boislandry (1750-1829), militaire, émigré durant la Révolution française et officier dans l'Armée des émigrés puis dans celle de la Restauration, y a épousé Nicole Pollin du Moncel.
- Edmond Le Bœuf (1809-1888), maréchal de France,  ministre de la Guerre de Napoléon III et sénateur du Second Empire, mort dans son château du Moncel acquis en 1860.

## Pour approfondir